# David Nutter
David Nutter é um diretor e produtor de televisão norte-americano.

## Carreira
A grande chance de Nutter veio em 1993, quando ele começou a dirigir episódios de Arquivo X. De lá ele iria dirigir o piloto, e ajudar com a criação de Space: Above and Beyond, Millenium, Sleepwalkers, Roswell, Dark Angel, Smallville, Tarzan, Without a Trace, Dr. Vegas, Jack & Bobby, Supernatural, Traveler, Terminator: The Sarah Connor Chronicles e The Mentalist.
Ele também dirigiu o episódio "Replacements", a quarta parte da mini-série Band of Brothers. Outros destaques incluem dirigir "Join the Club", um episódio de Os Sopranos, e um longa-metragem de 1998 Disturbing Behavior.
Nutter dirigiu 18 episódios de "A ressurreição" e 19 de "noiva do príncipe" da série da HBO Entourage. "A ressurreição" foi ao ar em 13 de maio de 2007 e estava prestes a estrear um episódio piloto da série de ficção Five Towns, estrelado por Vince irmão Johnny Drama.
Em 2008, a LG usou perícia de Nutter para criar uma campanha de sua nova linha de HDTVs chamada "Scarlet", criando um clip promocional no estilo de um trailer para um piloto de TV.
Em 2011, David entrou para a equipe de diretores do fenômeno televisivo Game of Thrones, comandando dois episódios que vieram ao ar em 2012, no segundo ano da série. Sua mão firme, fluidez narrativa e excelente direção de atores, mesmo à frente de episódios de menor importância dramática, lhe garantiram a cadeira de diretor à frente dos dois episódios finais do terceiro ano da série, incluindo o famigerado 3.09 The Rains of Castamere. Em 2015, Nutter foi indicado e venceu o Primetime Emmy Award na categoria de Melhor Diretor (Drama), por seu excelente trabalho no episódio "Mother's Mercy", season finale da quinta temporada de Game of Thrones. 

## Ligações Externas
- David Nutter. no IMDb.